# Massacro di Ludlow
Il massacro di Ludlow (località ad una ventina di chilometri da Trinidad, nella contea di Las Animas, Colorado) avvenne il 20 aprile 1914, a seguito della feroce repressione degli scioperi dei minatori da parte delle guardie private dei proprietari delle miniere, guidati dalla Colorado Fuel and Iron Company della famiglia Rockefeller, spalleggiata dalla Guardia Nazionale, che si astenne dall'intervenire, assistendo sul posto alla carneficina.
Furono diciannove le persone uccise dai miliziani: dodici donne, due bambini e cinque scioperanti.
Fu l'evento che causò il maggior numero di vittime nella lotta sindacale dei minatori negli Stati Uniti d'America, che coinvolse fino a dodicimila lavoratori e durò dall'autunno del 1913 fino al dicembre 1914.

## Le condizioni dei lavoratori nelle miniere del Colorado

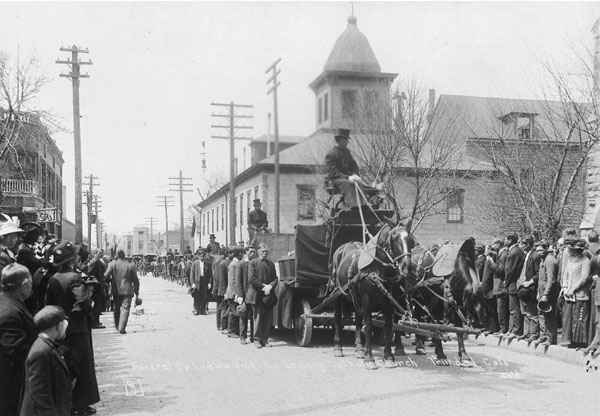
I funerali per le vittime del massacro

La lotta dei minatori del Colorado del 1913-1914 si inserisce nel più ampio contesto delle lotte operaie degli Stati Uniti d'America di inizio Novecento, una potenza in impetuosa crescita economica che attirava forza lavoro da tutto il mondo. La legislazione sulla sicurezza nelle miniere era allora assai carente, e tale sarebbe rimasta per lunghissimo tempo. Il tasso di incidenti mortali nelle miniere del Colorado era circa il doppio della media nazionale.
I minatori protestavano anche per il fatto che i muli della compagnia erano trattati di gran lunga meglio dei lavoratori. I muli e gli asini erano infatti obbligati per legge a trascorrere un mese all'anno fuori dalle miniere per non diventare ciechi, mentre i minatori avevano poche disposizioni di sicurezza, non potevano iscriversi facilmente ai sindacati e vedevano i loro salari diminuire costantemente. Un aneddoto significativo riportava infatti le prime parole di uno degli operatori delle miniere quando una di queste crollò: «I muli ne sono usciti?».

## Lo sciopero
In conseguenza dello sciopero, le famiglie dei lavoratori erano state sloggiate dalle case dove abitavano, di proprietà delle compagnie minerarie, ed avevano costruito un accampamento su un terreno pubblico. I lavoratori in sciopero erano per la maggior parte greci, italiani, slavi e messicani.
In un attacco che parve freddamente preparato, le guardie private spararono sull'accampamento e poi gli diedero fuoco, uccidendo venti persone, di cui una dozzina fra donne e bambini. Indagini successive dimostrarono l'uso del kerosene per appiccare gli incendi. Sette delle vittime avevano meno di sei anni. Il compito assegnato alla Baldwin Felts Detective Agency era stato specificatamente quello di sopprimere i minatori in sciopero. Allo scopo venne anche utilizzata un'automobile dotata di una mitragliatrice, chiamata la Death Special.
Il giorno del massacro i minatori stavano celebrando la Pasqua greco-ortodossa. Alle dieci del mattino la milizia, guidata dal comandante Karl E. Lindenfelter, circondò il campo ed iniziò a sparare sulle tende. Alcuni dei leader dello sciopero furono sequestrati nei giorni successivi e assassinati dalle guardie dei padroni delle miniere. Nessuno dei responsabili del massacro venne mai punito.
Il giornalista John Reed, inviato del Metropolitan Magazine, giunse in Colorado pochi giorni dopo il massacro. Di questa strage e dell'eco che suscitò fra i lavoratori e la popolazione Reed scrisse in un suo famoso articolo, La guerra del Colorado (1914).
 Un monumento, eretto dalla UMWA (United Mine Workers of America), è oggi presente a Ludlow, per ricordare le vittime di quel massacro.